# Мечеть Джиловханлы
Мечеть Джиловханлы (азерб. Cilovxanlı məscidi) — историко-архитектурный памятник XV века, расположенный в посёлке Джахри Бабекского района Азербайджана.
Согласно решению Кабинета министров Нахчыванской Автономной Республики № 98 от 21 ноября 2007 года, мечеть Джиловханлы была включена в список архитектурных памятников местного значения.

## История
Мечеть Джиловханлы расположена в посёлке Джахри Бабекского района. Мечеть получила своё название от квартала, в которой находится. На основе изучения обнаруженных в окрестностях находок, относящихся к средневековью, предполагается, что мечать была построена в XV веке. Фасад мечети, построенной из камня, облицован обожжённым кирпичом. Мечеть состоит из большого зала четырёхугольной формы. Внутри обустроен второй этаж для женской молельни. Двери и окна завершаются сверху в виде арок. Михраб представляет собой арочную нишу.
После советской оккупации в Азербайджане с 1928 года официально началась борьба с религией. В декабре того же года ЦК Компартии Азербайджана передал многие мечети, церкви и синагоги на баланс клубов для использования в просветительских целях. Если в 1917 году в Азербайджане насчитывалось 3 000 мечетей, то в 1927 году их количество сократилось до 1 700, в 1928 году — до 1 369, а к 1933 году осталось всего 17. Мечеть Джиловханлы также прекратила свою деятельность в этот период. подверглась сильному разрушению и пришла в аварийное состояние. В 1988 году в мечети были проведены реставрационные работы.
Согласно решению Кабинета Министров Нахчыванской Автономной Республики № 98 от 21 ноября 2007 года, мечеть Джиловханлы была включена в список архитектурных памятников местного значения